# Saint-Ay
Pour les articles homonymes, voir Ay.
Saint-Ay (prononcer Saint-I [sɛ̃ti]) est une commune française située dans le département du Loiret en région Centre-Val de Loire.
Située en bordure de la Loire, la commune est incluse dans le périmètre de la région naturelle du Val de Loire inscrit au patrimoine mondial de l'UNESCO.

## Géographie

### Localisation

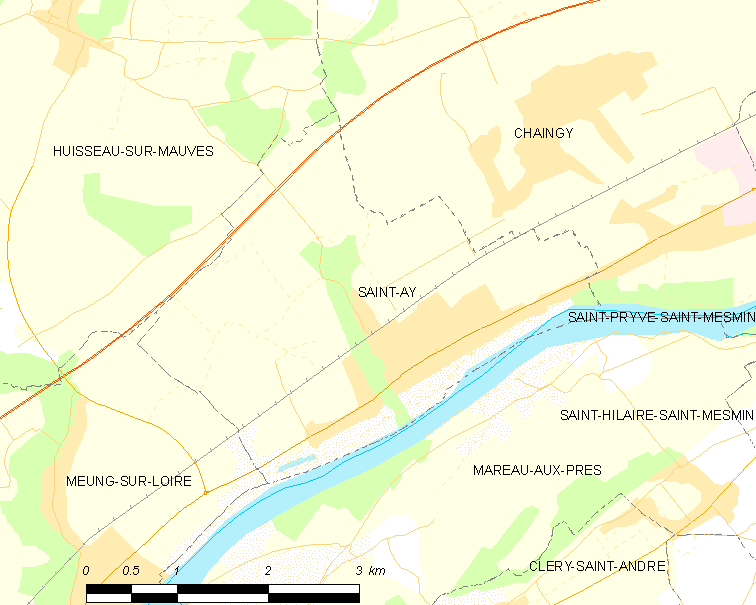
Carte de la commune de Saint-Ay
et des communes limitrophes.

Saint-Ay se trouve en rive droite de la Loire (au nord du fleuve), à 15 km par la route (12 km à vol d'oiseau) de l'extrémité ouest du département du Loiret et du département de Loir-et-Cher. La commune est dans la région agricole et naturelle du Val de Loire,
dans l'aire urbaine d'Orléans et le bassin de vie de cette dernière.
À vol d'oiseau Saint-Ay se situe à 12,4 km à l'ouest d'Orléans,
préfecture du département, et à 5,8 km à l'est de Meung-sur-Loire, ancien chef-lieu du canton dont dépendait la commune avant mars 2015.
Les communes les plus proches sont : Chaingy (3 km), Mareau-aux-Prés (3,7 km), Cléry-Saint-André (4,3 km), Huisseau-sur-Mauves (5,2 km), Saint-Hilaire-Saint-Mesmin (5,6 km), Meung-sur-Loire (5,8 km), Mézières-lez-Cléry (5,9 km), La Chapelle-Saint-Mesmin (6,9 km), Dry (7,3 km) et Le Bardon (7,9 km).

### Lieux-dits et écarts
Les lieux-dits suivis d'une astérisque sont situés à l'écart de la route indiquée.
B
- la Bardonnerie*,       Rte de Huisseau
- les Balvottes,         D2152
- Belle-Croix,           D2152
- la Bretagne*,          D2152

C
- la Chaise,             Rte de La Chaise
- le Coteau              D2152
- Cropet,                D2152

E
- l'Évêché               D2152

G
- la Grand-Maison,,      Rte de La Chaise
- les Groisons,          D2152
- la Guillebardière,     D2152

H
- la Herse,              D2152

L
- les Laprès,            Rte de Huisseau

M
- la Mairie,             Rte de Huisseau
- la Malmusse*,          Rte de Huisseau
- Montafiland*,          D2152
- le Moulin,             D2152

P
- la Pourcillière,       Rte de Huisseau

R
- le Rivage*,            D2152
- la Rue Basse,          Rte de Huisseau

S
- la Seigneurie,         D2152

V
- Voisinas*,             Rte de Huisseau
- Voisins (chteau de), Rte de Huisseau

### Géologie et relief

#### Géologie
La commune se situe dans le sud du Bassin parisien, le plus grand des trois bassins sédimentaires français. Cette vaste dépression, occupée dans le passé par des mers peu profondes et des lacs, a été comblée, au fur et à mesure que son socle s’affaissait, par des sables et des argiles, issus de l’érosion des reliefs alentour, ainsi que des calcaires d’origine biologique, formant ainsi une succession de couches géologiques.
Les couches affleurantes sur le territoire communal sont constituées de formations superficielles du Quaternaire et de roches sédimentaires datant du Cénozoïque, l'ère géologique la plus récente sur l'échelle des temps géologiques, débutant il y a 66 millions d'années. La formation la plus ancienne est du calcaire de Pithiviers remontant à l’époque Miocène de la période Néogène. La formation la plus récente est des alluvions récentes des lits mineurs remontant à l’époque Holocène de la période Quaternaire. Le descriptif de ces couches est détaillé dans  les feuilles « n° 362 - Patay » et « n° 397 - Beaugency » de la carte géologique au 1/50 000ème du département du Loiret, et leurs notices associées,.

Carte géologique de la commune.

|  | Fz : | alluvions récentes des lits mineurs, Holocène                                   |
|  | FC : | alluvions et colluvions du fond des vallées secondaires, Holocène               |
|  | Fw : | alluvions de haute terrasse de la Loire, Pléistocène (Riss), terrasse +10 -15 m |

|  | m2MSO : | marnes et sables de l'Orléanais, Burdigalien    |
|  | m2MCO : | marnes et calcaires de l'Orléanais, Burdigalien |
|  | m1CPi : | calcaire de Pithiviers, Aquitanien              |

#### Relief
La superficie cadastrale de la commune publiée par l’Insee, qui sert de référence dans toutes les statistiques, est de 10,07 km2,. La superficie géographique, issue de la BD Topo, composante du Référentiel à grande échelle produit par l'IGN, est quant à elle de 10,33 km2. Son relief est relativement plat puisque la dénivelée maximale atteint 26 mètres. L'altitude du territoire varie entre 82 m et 108 m.

### Hydrographie
La ville est située en bordure de la Loire, ce qui a bien sûr eu une grande influence sur sa vie au fil des siècles.
Elle est traversée par une rivière : la Mauve de Saint-Ay, bref cours d'eau venant du nord et se jetant dans la Loire à quelque 220 m en aval de la limite de commune.

### Transports
La commune est traversée par la RD 2152 longeant la Loire et, en limite nord-ouest de commune, par l'autoroute A10. L'aire de repos de Chauvry se situe sur la commune.
La ligne 9 du réseau d'autocars Ulys dessert Orléans, Chaingy, Meung-sur-Loire, Beaugency et Cravant, avec trois arrêts sur la commune.
La ligne ferroviaire du Transport express régional Centre-Val de Loire Orléans-Tours passe à Saint-Ay, où plusieurs trains font un arrêt.

### Climat
Pour des articles plus généraux, voir Climat du Centre-Val de Loire et Climat du Loiret.
En 2010, le climat de la commune est de type climat océanique dégradé des plaines du Centre et du Nord, selon une étude du CNRS s'appuyant sur une série de données couvrant la période 1971-2000. En 2020, Météo-France publie une typologie des climats de la France métropolitaine dans laquelle la commune est exposée à un climat océanique altéré et est dans la région climatique Moyenne vallée de la Loire, caractérisée par une bonne insolation (1 850 h/an) et un été peu pluvieux.
Pour la période 1971-2000, la température annuelle moyenne est de 10,9 °C, avec une amplitude thermique annuelle de 15,1 °C. Le cumul annuel moyen de précipitations est de 679 mm, avec 11,4 jours de précipitations en janvier et 6,8 jours en juillet. Pour la période 1991-2020, la température moyenne annuelle observée sur la station météorologique de Météo-France la plus proche, sur la commune de Fleury-les-Aubrais à 15 km à vol d'oiseau, est de 11,7 °C et le cumul annuel moyen de précipitations est de 728,8 mm,. Pour l'avenir, les paramètres climatiques de la commune estimés pour 2050 selon différents scénarios d'émission de gaz à effet de serre sont consultables sur un site dédié publié par Météo-France en novembre 2022.

### Milieux naturels et biodiversité

#### Réserve naturelle nationale de Saint-Mesmin
La réserve naturelle nationale de Saint-Mesmin est une aire protégée faisant partie des réserves naturelles de France et dont le statut est défini par la loi relative à la démocratie de proximité du 27 février 2002. Elle a été créée par décret du 14 décembre 2006. Elle comprend la partie de la vallée de la Loire située dans le domaine public fluvial s’étendant de Saint-Pryvé-Saint-Mesmin et Mareau-aux-Prés en rive gauche, à La Chapelle-Saint-Mesmin, Chaingy et Saint-Ay en rive droite ainsi que certaines parcelles cadastrées de la commune de Saint-Pryvé-Saint-Mesmin. Elle s'étend sur 263 ha, auxquels s'ajoute un périmètre de protection de 90 ha, et englobe la pointe de Courpain (boisement alluvial situé au confluent de la Loire et du Loiret) et les îles de Mareau. La zone se superpose pour partie à la zone de protection spéciale vallée de la Loire du Loiret du réseau Natura 2000 et à la zone naturelle d'intérêt écologique, faunistique et floristique de type 2 « Île de Saint-Pryvé-Saint-Mesmin et abords ». La variété des milieux a permis le développement d’une flore très riche et diversifiée, avec 558 espèces de plantes supérieures recensées dont 3 protégées au niveau national (pulicaire vulgaire, gagée des prés, tulipe sauvage) et 5 au niveau régional (limoselle aquatique, pigamon jaune, corydale à bulbe plein, laîche de Loire, scille d'automne). Le castor d’Europe a fait son apparition sur la réserve en 1983, à la suite de sa réintroduction en amont de Blois. Nocturne, il se laisse difficilement observer mais les traces de son activité sont nombreuses.

#### Sites Natura 2000
Le réseau Natura 2000 est un réseau écologique européen de sites naturels d’intérêt écologique élaboré à partir des Directives «Habitats » et «Oiseaux ». Ce réseau est constitué de zones spéciales de conservation (ZSC) et de zones de protection spéciale (ZPS). Dans les zones de ce réseau, les États Membres s'engagent à maintenir dans un état de conservation favorable les types d'habitats et d'espèces concernés, par le biais de mesures réglementaires, administratives ou contractuelles. L'objectif est de promouvoir une gestion adaptée des habitats tout en tenant compte des exigences économiques, sociales et culturelles, ainsi que des particularités régionales et locales de chaque État Membre. les activités humaines ne sont pas interdites, dès lors que celles-ci ne remettent pas en cause significativement l’état de conservation favorable des habitats et des espèces concernés,. Les sites Natura 2000 présents sur le territoire communal de Saint-Ay sont au nombre de deux.
| Nom                                                 | Numéro    | Type                       | Arrêté        | Superficie | Description |
| --------------------------------------------------- | --------- | -------------------------- | ------------- | ---------- | --- |
| Vallée de la Loire de Tavers à Belleville-sur-Loire | FR2400528 | SIC (Directive "Habitats") | 13 avril 2007 | 7 120 ha   | Le site concerne 51 communes. La délimitation de ce site Natura 2000 est très proche de celle correspondant à la Directive Oiseaux. L'intérêt majeur du site repose sur les milieux ligériens liés à la dynamique du fleuve, qui hébergent de nombreuses espèces citées en annexe II de la directive Habitats. Il est situé dans la frange sud de la commune. |
| Vallée de la Loire du Loiret                        | FR2410017 | ZPS (Directive "Oiseaux")  | 4 mai 2007    | 7 684 ha   | Le site concerne la vallée de la Loire dans le Loiret. Cette ZPS se poursuit en amont et en aval sur les départements voisins. L'intérêt majeur du site repose sur les milieux et les espèces ligériens liés à la dynamique du fleuve. Ces milieux hébergent de nombreuses espèces citées en annexe I de la directive Oiseaux. Le site est caractérisé par la présence de colonies nicheuses de sternes naine et pierregarin et de mouette mélanocéphale. Des sites de pêche du Balbuzard pêcheur sont également présents. Le site est également lieu de reproduction du bihoreau gris, de l'aigrette garzette, de la bondrée apivore, du milan noir, de l'œdicnème criard, du martin-pêcheur, du pic noir, de la pie-grièche écorcheur. Il est situé dans la frange sud de la commune. |

Sélection de représentants de l'avifaune de la zone Natura 2000 « Vallée de la Loire du Loiret ».
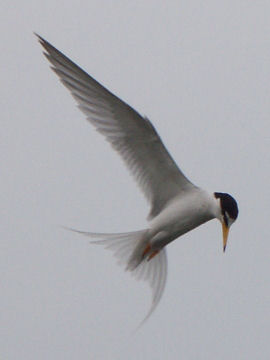
Sterne naine.
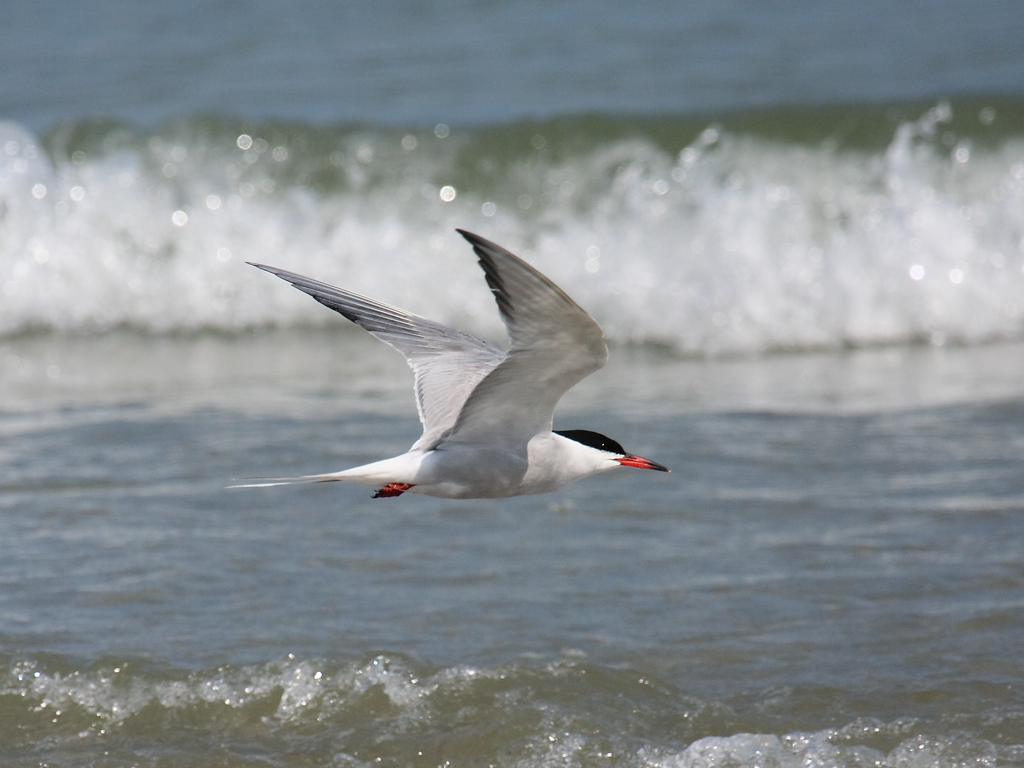
Sterne pierregarin.
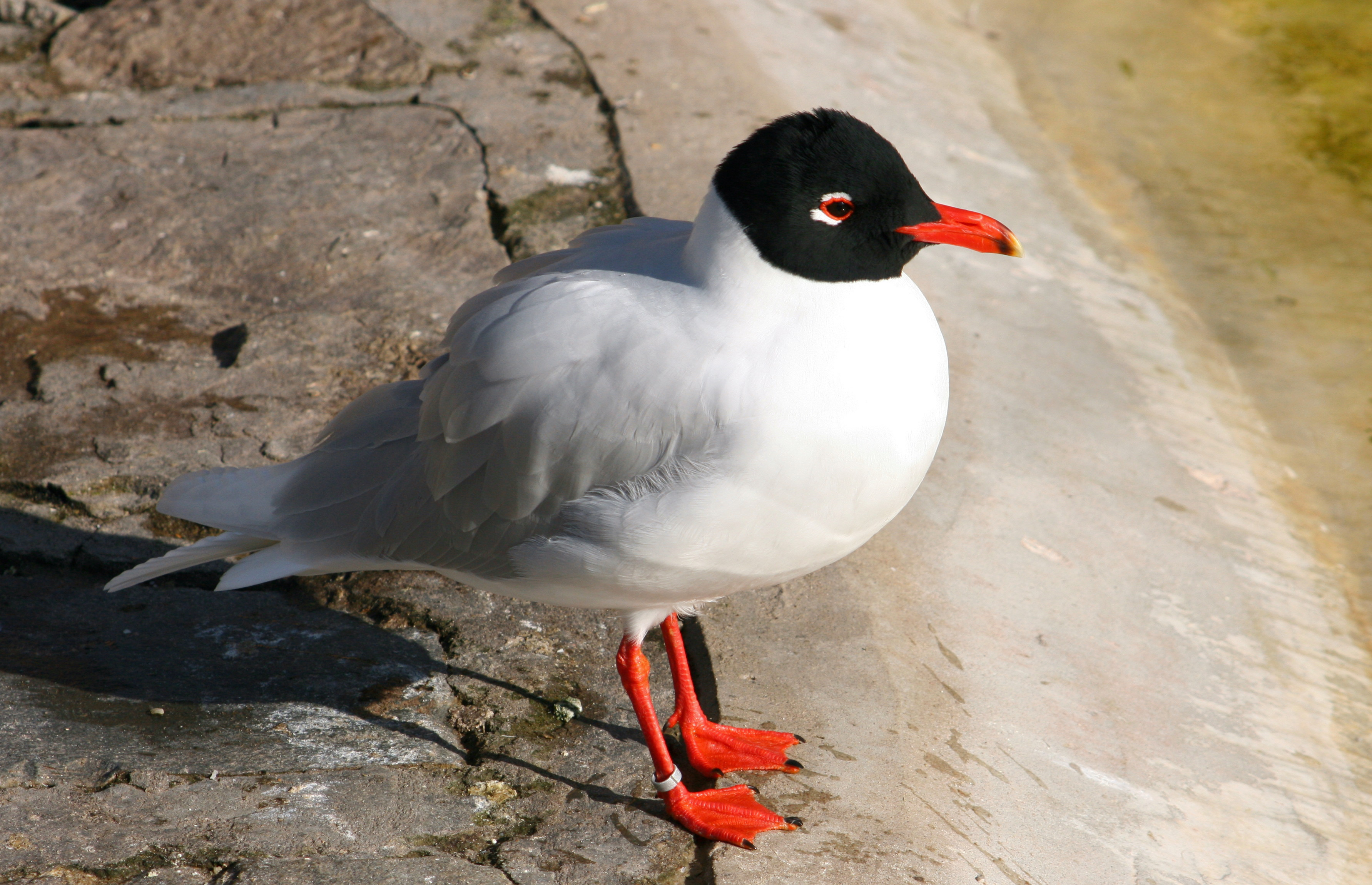
Mouette mélanocéphale.
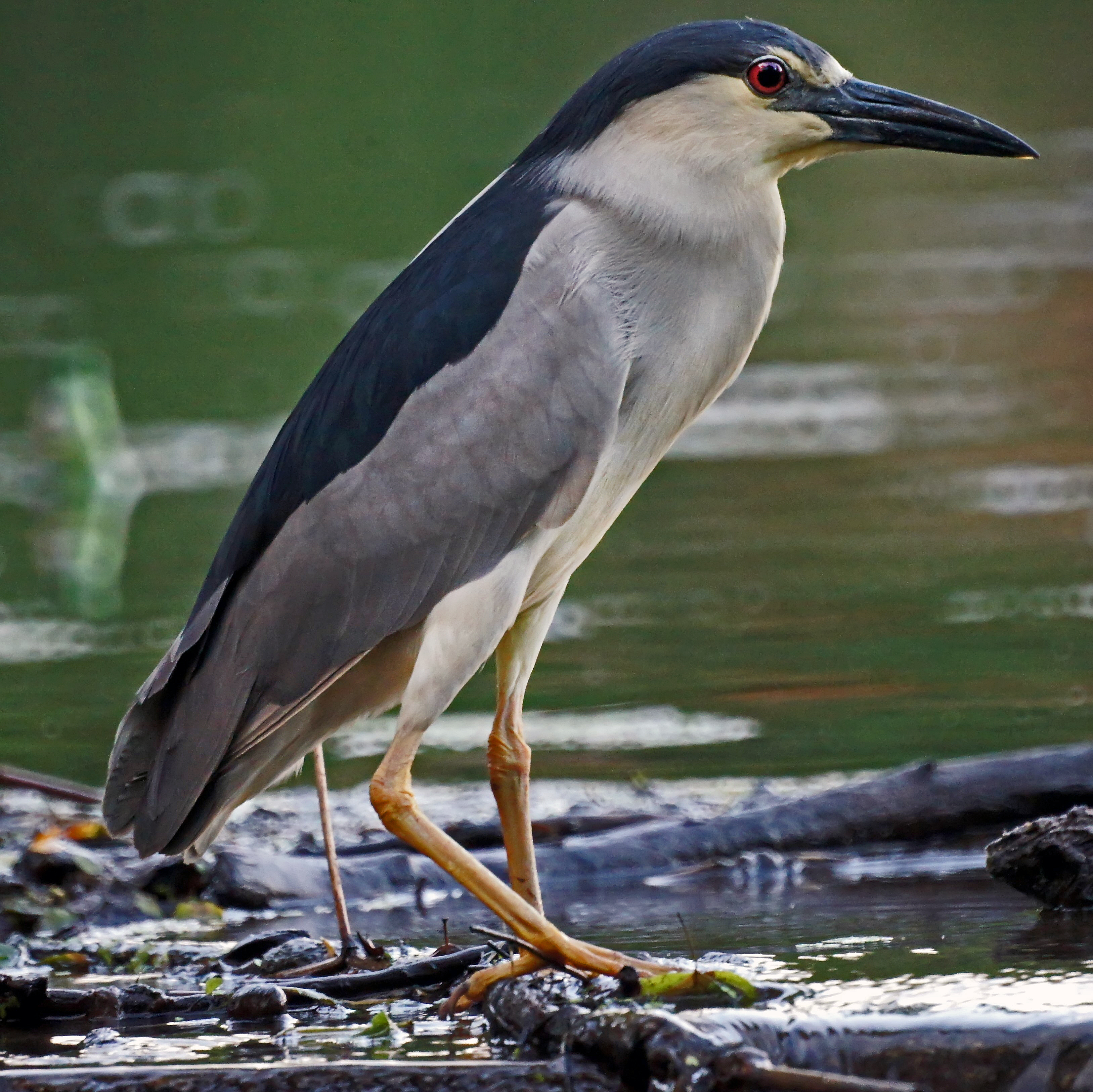
Bihoreau gris.
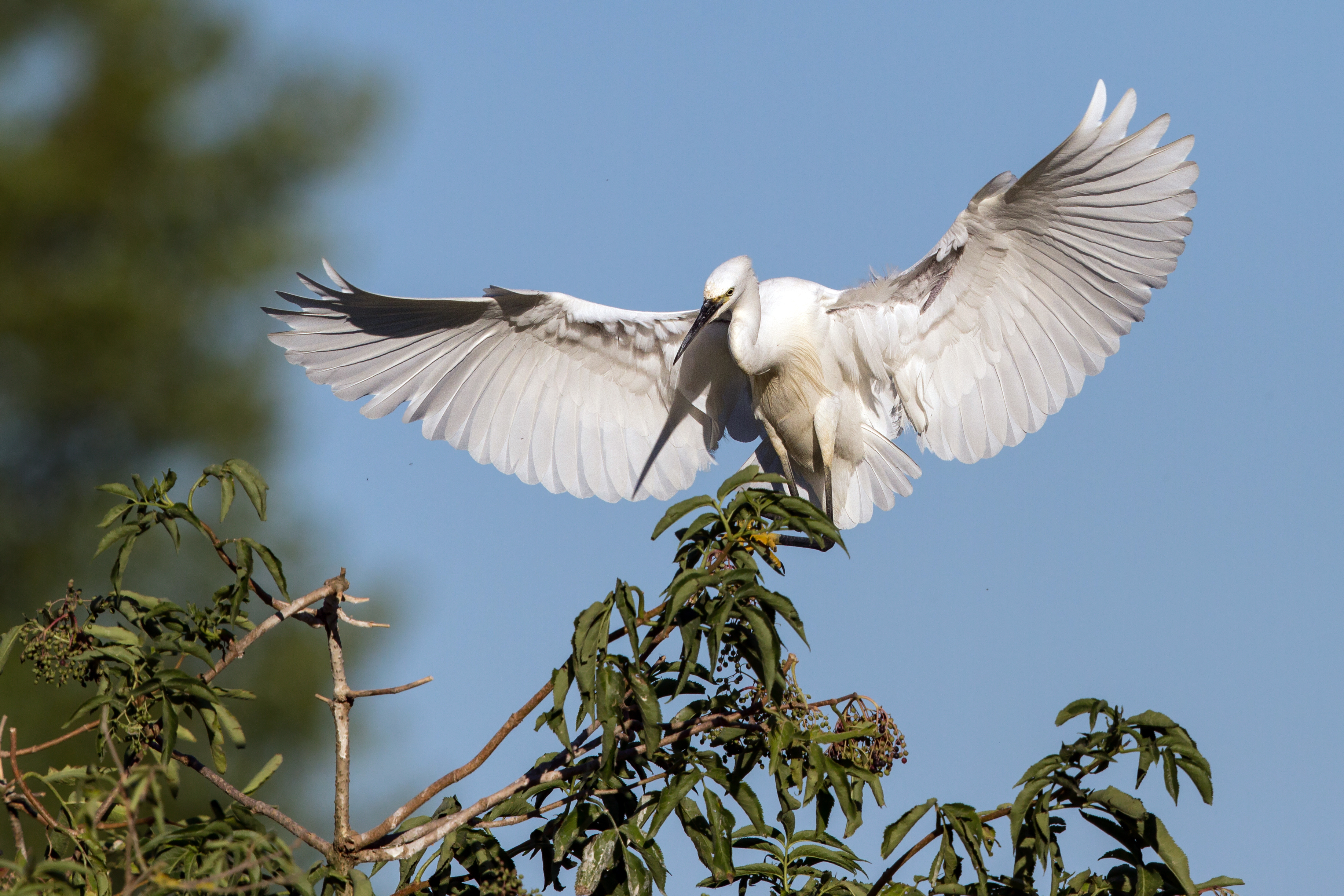
Aigrette garzette.
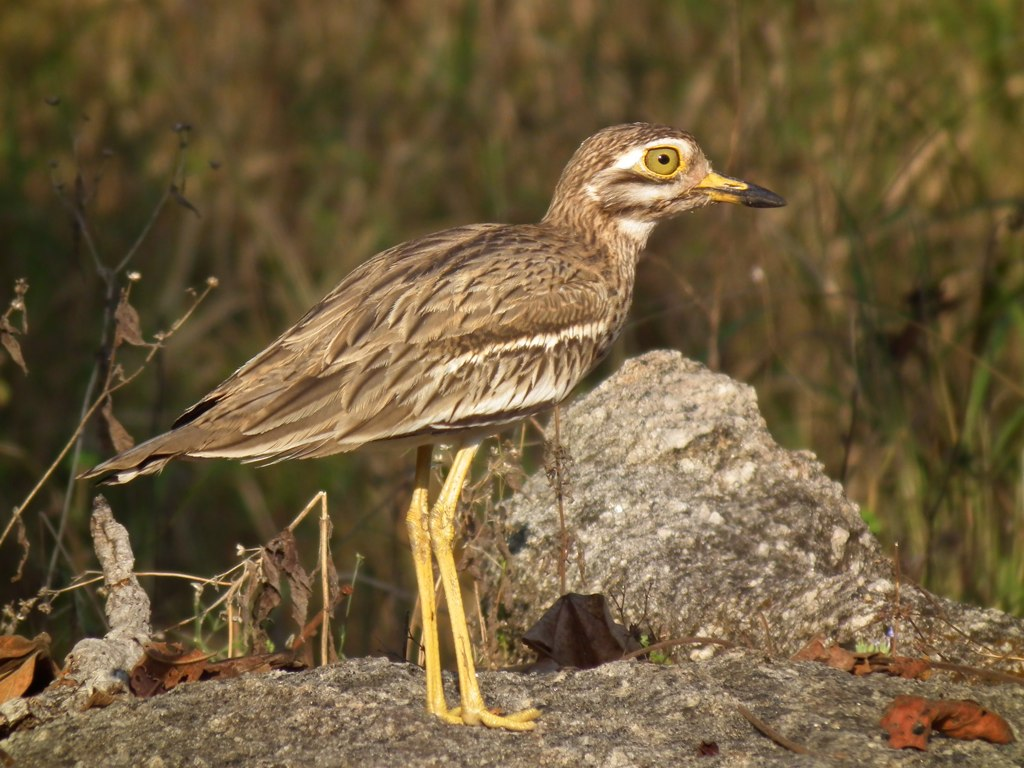
Œdicnème criard.
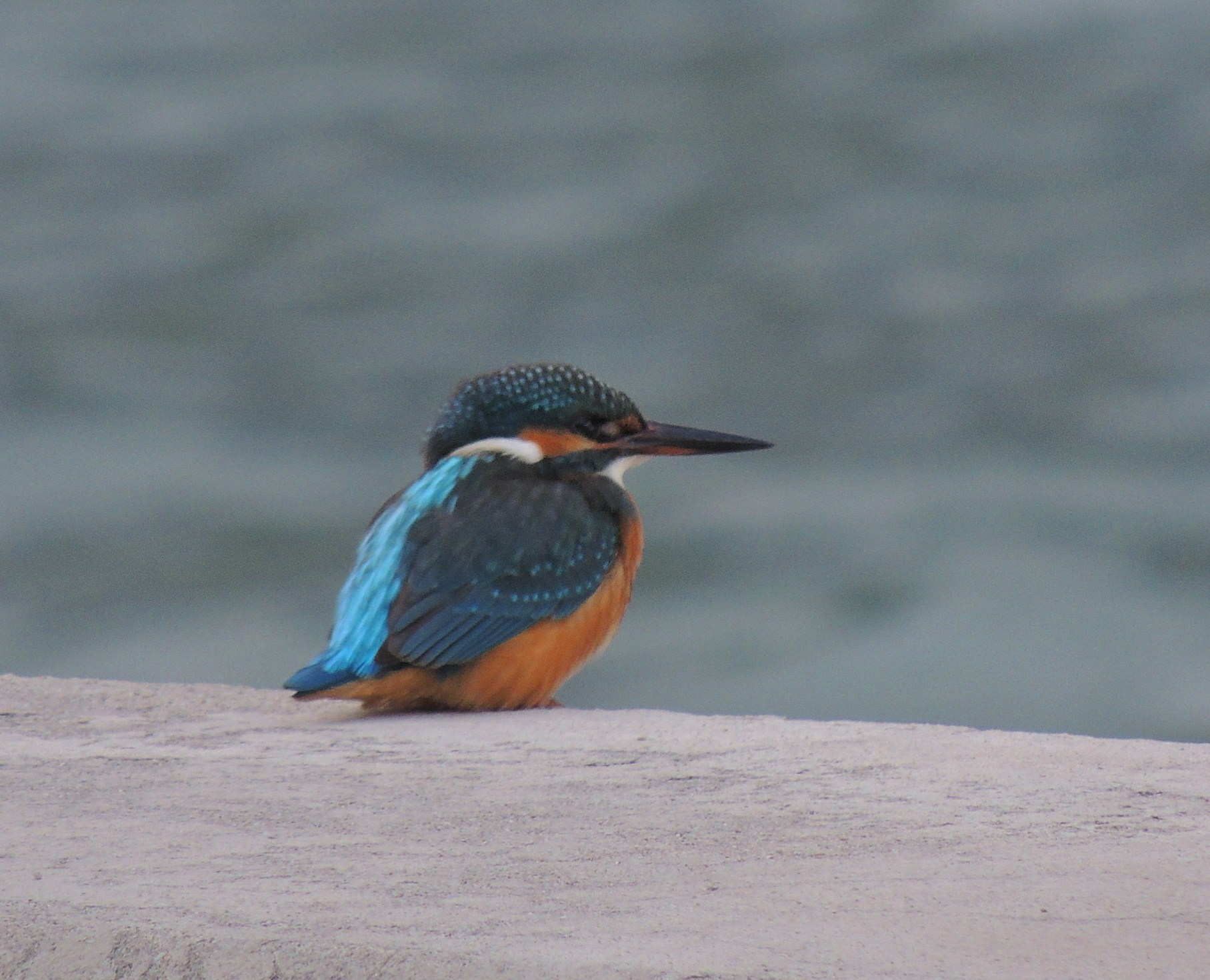
Martin-pêcheur d'Europe.

#### Zones nationales d'intérêt écologique, faunistique et floristique

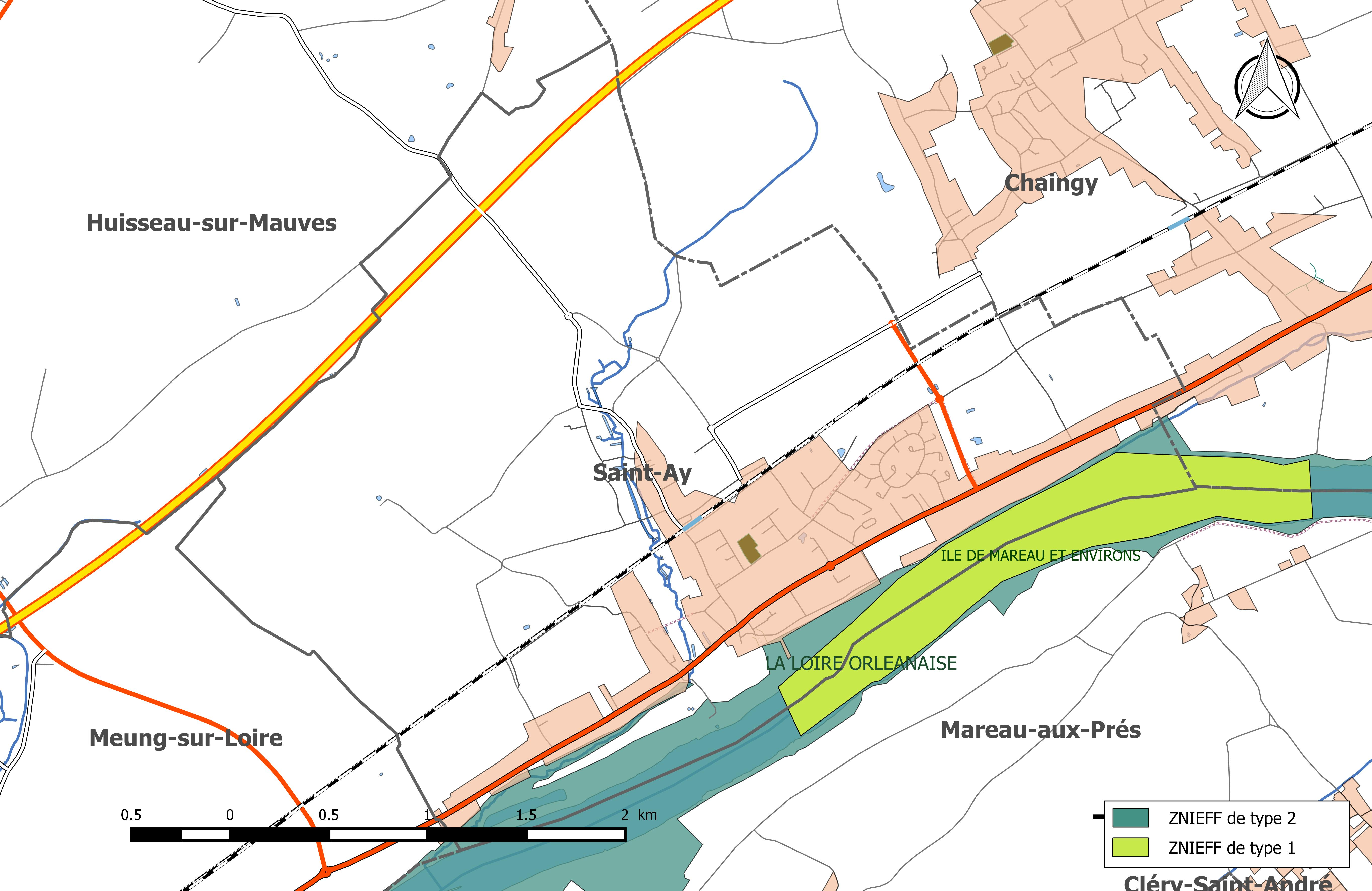
Carte des ZNIEFF de la commune et de ses abords.

L’inventaire des zones naturelles d'intérêt écologique, faunistique et floristique (ZNIEFF) a pour objectif de réaliser une couverture des zones les plus intéressantes sur le plan écologique, essentiellement dans la perspective d’améliorer la connaissance du patrimoine naturel national et de fournir aux différents décideurs un outil d’aide à la prise en compte de l’environnement dans l’aménagement du territoire. Le territoire communal de Saint-Ay comprend deux ZNIEFF.
| Désignation                   | Type   | Superficie     | Description |
| ----------------------------- | ------ | -------------- | --- |
| « Île de Mareau et environs » | type 1 | 99,2 hectares  | La zone s'étend sur trois communes : Chaingy, Mareau-aux-Prés et Saint-Ay. Son altitude varie entre 88 et 88 m. Elle est constituée du lit mineur de la Loire dans un des rares secteurs où la végétation aquatique est relativement abondante (dont la vallisnérie spiralée ou Vallisneria spiralis). Un ilôt de graviers héberge une colonie de sternes naines (Sterna albifrons). L'ensemble de ces îles et îlots est un bel exemple de dynamique fluviale car ils sont sans cesse remodelés par le fleuve. Le site est occupé par le castor d'Europe (Castor fiber) et est un point d'accueil important pour l'avifaune migratrice et hivernante (laridés, limicoles, anatidés). |
| « La Loire orléanaise »       | type 2 | 5 458 hectares | La zone s'étend sur 37 communes, dont Dampierre-en-Burly, et se superpose pour la commune à la zone Natura 2000 de nom similaire. Elle correspond à la boucle septentrionale du fleuve. Son altitude varie entre 80 et 135 m. Elle se caractérise par un lit mineur largement occupé par des îles et grèves sableuses. Ces milieux soumis au marnage annuel recèlent de multiples habitats plus ou moins temporaires. C'est pratiquement la seule section qui présente des méandres. On observe, sur les basses terrasses, quelques formations sablo-calcaires. |

## Histoire

### Moyen Âge
Saint Agylus ou saint Ay était un vicomte d'Orléans, converti lors d'une poursuite d'esclave. Il meurt le 3 août 593 et est enterré dans le chœur de l'église, alors cœur d'un petit village de pêcheurs. Le village subit par la suite les vicissitudes des invasions normandes et de la guerre de Cent Ans.
Au début du XIIIe siècle, le hameau de Voisins appartenait au seigneur Hugues II le Bouteiller et faisait partie des bois de Montpipeau (maintenant réduits essentiellement au nord-est de Huisseau et nord-ouest de Chaingy). C'est là que s'installèrent en 1214 une abbaye pour femmes originellement située 5 km plus au nord, au milieu du bois actuel de Montpipeau, sur l'emplacement d'une abbaye pour hommes, à l'Ermitage de Bucy Saint Liphard. Cette abbaye de femmes, établie en 1212 par Manassès de Seignelay, évêque d'Orléans, déménagea à ce nouvel emplacement pour y bénéficier d'un accès à l'eau plus aisé, car situé sur le cours du Meauve, mais toujours dans le bois de Montpipeau, qui à l'époque s'étendait jusque là. Ses nonnes furent appelées "les Bernardines de l'Ordre de Cîteaux". Ce fut peut-être la première abbaye réservée aux femmes en Orléanais et elle a perduré de 1214 à 1778. Dès sa création elle a reçu des donations importantes, dont l'accumulation en fit rapidement un riche établissement ; par exemple Agnès dame d'Herbrault lui donna avant sa mort en 1218 la grosse et la petite dîme qu'elle possédait à Bonneville (paroisse de Coulmiers), à Rozières et à Huisseau, ou encore la donation en 1216 confirmée par Manassès, de toute la terre se trouvant en dehors des fortifications de Voisins - et bien d'autres, car les rois, qui venaient régulièrement chasser dans les environs, ajoutèrent renommée et richesses à l'abbaye. 

Deux sceaux en cire de l'abbaye sont mentionnés : l'un du couvent au XIVe siècle, l'autre de Florence de Boissy, abbesse en 1424. Un autre sceau de l'abbaye, en argent, se trouvait en 1892 au musée historique d'Orléans, (maintenant appelé musée historique et archéologique de l'Orléanais).

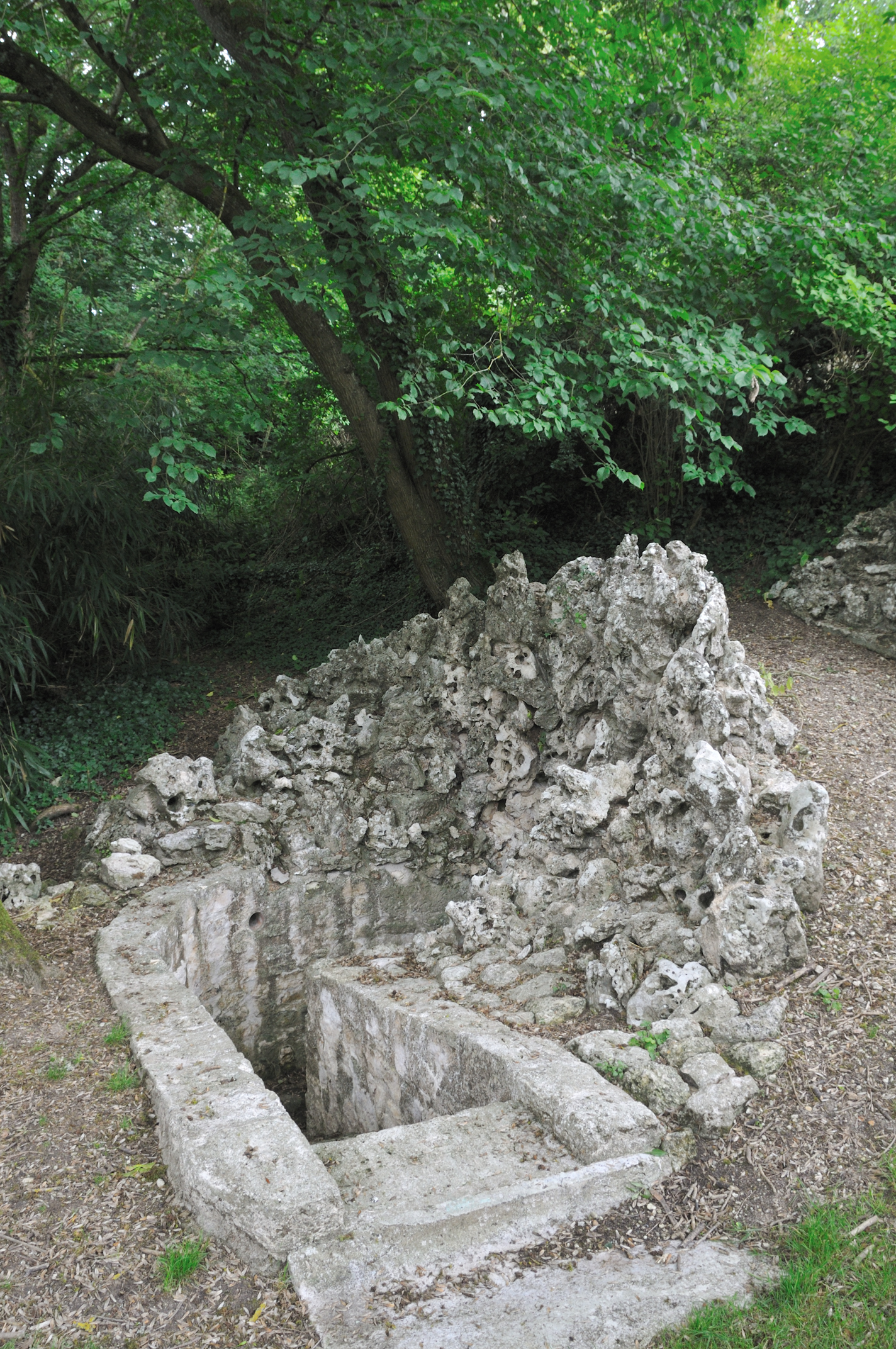
Fontaine de Rabelais au château de Saint-Ay

Étienne Lorenz, propriétaire du château de Saint-Ay (près de la Loire, et non le château de Voisins) au XVIe siècle, y accueillit souvent son ami François Rabelais, qui y écrivit le "Tiers Livre de Pantagruel". La tradition veut que ce faisant Rabelais se fût assis au bord d'une fontaine, près de la grève de la Loire ; cette fontaine, appelée depuis "fontaine de Rabelais", se trouve sur le GR 3, qui longe la rive gauche de la Loire. Elle a été classée monument historique en 1935. Elle porte une plaque commémorative, posée en 1952 pour le quatrième centenaire de la mort de Rabelais (1552).

### L'abbaye de Voisins
Geoffroy Payen, sire de Montpipeau, fonda ensuite une chapellenie à l'abbaye de Voisins pour la sépulture de son épouse Héloïse, afin de faire dire des messes en l'église de Voisins et il entendit y avoir lui aussi sa sépulture.

### La Révolution de 1789
Au cours de la Révolution française, la commune porta provisoirement le nom d’Ay-sur-Loire.

### Temps modernes
Elle devient, au XIXe siècle et au début du XXe siècle, une commune essentiellement vinicole.

### Héraldique
| Blason de Saint-Ay | Les armes de Saint-Ay se blasonnent ainsi : D'azur à la crosse d'or en bande, au lit de feuilles de vigne de sinople brochant, au bâton de nonne cistercienne contourné aussi d'or brochant en barre, à la grappe de raisin de gueules brochant sur le tout, au chef d'argent chargé d'une épée brisée de gueules en fasce. |

## Urbanisme

### Typologie
Au 1er janvier 2024, Saint-Ay est catégorisée ceinture urbaine, selon la nouvelle grille communale de densité à sept niveaux définie par l'Insee en 2022.
Elle appartient à l'unité urbaine de Chaingy, une agglomération intra-départementale regroupant deux  communes, dont elle est une commune de la banlieue,,. Par ailleurs la commune fait partie de l'aire d'attraction d'Orléans, dont elle est une commune de la couronne,. Cette aire, qui regroupe 136 communes, est catégorisée dans les aires de 200 000 à moins de 700 000 habitants,.

### Occupation des sols
L'occupation des sols de la commune, telle qu'elle ressort de la base de données européenne d’occupation biophysique des sols Corine Land Cover (CLC), est marquée par l'importance des territoires agricoles (74,2 % en 2018), en diminution par rapport à 1990 (79,4 %). La répartition détaillée en 2018 est la suivante : 
terres arables (64,3 %), zones urbanisées (22,2 %), zones agricoles hétérogènes (9,9 %), eaux continentales (2,9 %), forêts (0,7 %).
L'évolution de l’occupation des sols de la commune et de ses infrastructures peut être observée sur les différentes représentations cartographiques du territoire : la carte de Cassini (XVIIIe siècle), la carte d'état-major (1820-1866) et les cartes ou photos aériennes de l'IGN pour la période actuelle (1950 à aujourd'hui).

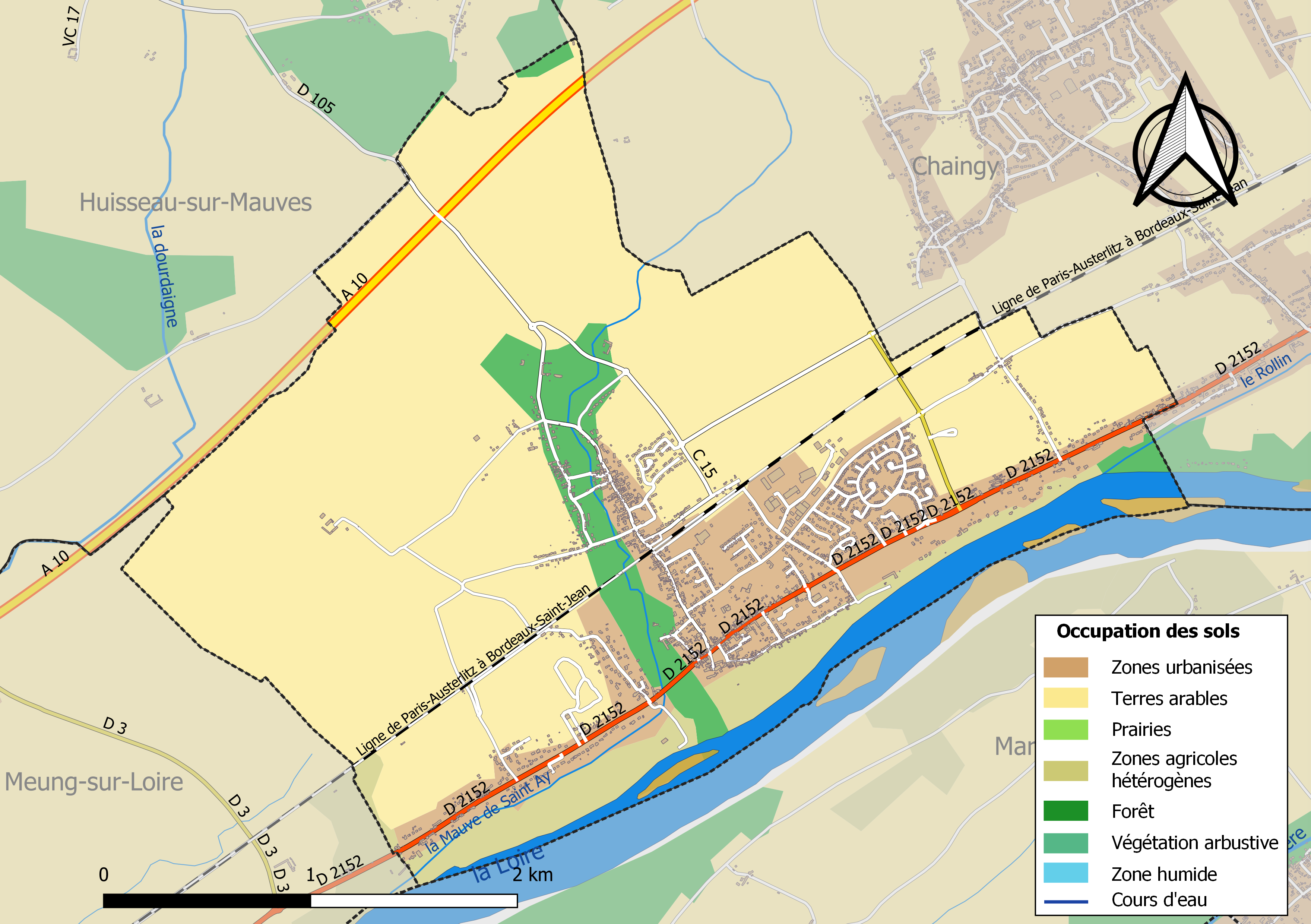
Carte des infrastructures et de l'occupation des sols de la commune en 2018 (CLC).
Carte orthophotographique de la commune en 2016.

### Planification

#### Plan local d'urbanisme
La commune prescrit l'élaboration d'un plan d'occupation des sols en octobre 1972. Le document est approuvé en juillet 1980 et révisé en juin 1987 et mars 1990.
La loi relative à la solidarité et au renouvellement urbains du 13 décembre 2000, dite loi SRU, complétée par la loi urbanisme et habitat du 2 juillet 2003, marque une évolution de la planification urbaine en créant notamment les plans locaux d’urbanisme (PLU), vecteurs de projets de territoire, appelés à se substituer progressivement aux plans d’occupation des sols. Le PLU contient deux éléments nouveaux par rapport au POS : le plan d'aménagement et de développement durable (PADD), qui exprime le projet de la ville par des orientations générales en matière d'urbanisme, de développement, d'équipement et de préservation de l'environnement et les orientations d'aménagement et de programmation (OAP) qui correspondent à des zooms qui peuvent porter sur des quartiers ou secteurs à mettre en valeur, réhabiliter, restructurer ou aménager, ou sur l'aménagement d'un espace public, etc. Dans ce cadre le conseil municipal prescrit l'élaboration d'un plan local d'urbanisme le 10 février 2003. Après l'enquête publique qui s'est déroulée en mai 2006, le document est approuvé le 11 décembre 2006. Une révision simplifiée est approuvée en février 2008,.

#### Documents d'orientations intercommunaux
La commune est membre du Pays Loire Beauce, qui regroupe 38 communes. En 2012 les Pays Forêt d'Orléans Val de Loire, Loire Beauce et Pays Sologne Val-sud sont les seuls territoires du département du Loiret ne disposant pas de schéma de cohérence territoriale (SCoT). Compte tenu  de l'intérêt de cet outil pour l'avenir des territoires, les élus de ces pays décident d'engager une démarche commune d'élaboration de SCOT. Le comité syndical du Pays Loire Beauce se prononce majoritairement en janvier 2013 pour prendre la compétence  « Elaboration, gestion et suivi du Schéma de Cohérence Territoriale » dans ses statuts. Le périmètre de SCoT à l'échelle des 38 communes composant le Pays Loire Beauce est arrêté par le Comité Syndical le 26 juin 2013. Les trois SCoT sont lancés officiellement et simultanément à La Ferté-Saint-Aubin le 21 juin 2014, l'assistance à maîtrise d'ouvrage étant confiée à un seul bureau d'études. Après étude et concertation de 2014 à 2017, le document doit être approuvé en 2018.

### Voies de communication et transports

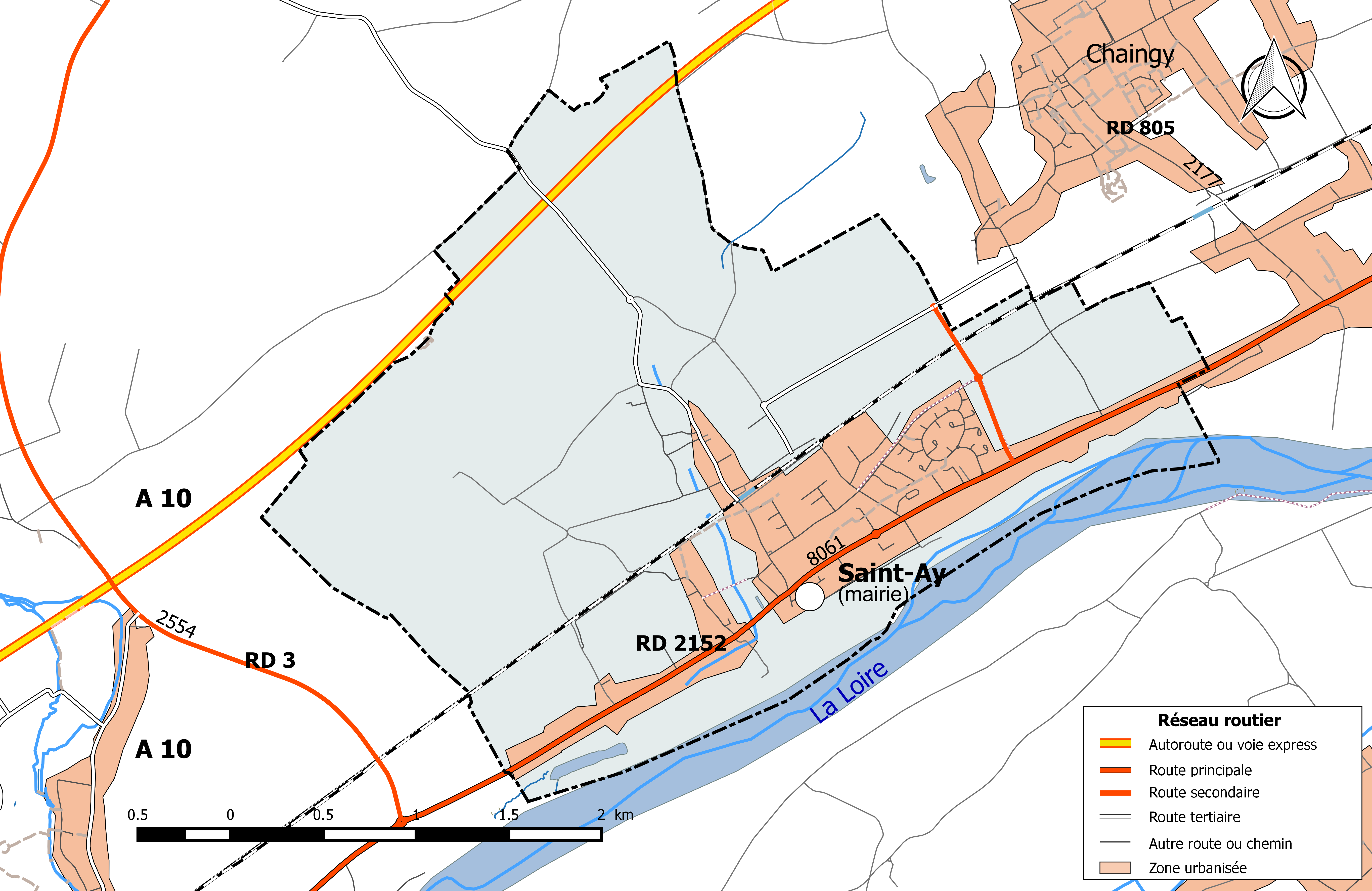
Réseau routier principal de la commune de Saint-Ay (avec indication du trafic routier 2014).

#### Infrastructures routières
La commune est traversée par deux axes principaux : l'autoroute A10 et la route départementale RD 2152.
L'autoroute A10, dite « L'Aquitaine », relie Paris à Bordeaux (au niveau de sa rocade) via Orléans, Tours, Poitiers et Niort et traverse la partie nord de la commune. L'accès le plus proche est l'échangeur de Meung-sur-Loire, qui constitue la sortie n° 15.
La RD 2152 est une route à grande circulation. Il s'agit de l'ancienne RN 152 qui reliait Briare à Angers par la rive droite de la Loire lors de sa création en 1824, et qui succédait à la Route impériale 172. En 2005, elle est déclassée dans sa totalité et transférée au département du Loiret par arrêté préfectoral du 22 décembre 2005, consécutivement au décret du 5 décembre 2005 qui définit la nouvelle consistance du réseau routier national et qui prévoit de maintenir dans le réseau routier national que la partie la plus méridionale de la route, entre le débouché de l'A66 et l'Espagne. Cet axe traverse la commune du nord-est au sud-ouest et supporte en 2014 un trafic de 8 061 véhicules/jour sur la section traversant la commune.
Complétant ces voies, la commune est sillonnée de plusieurs voies communales et chemins ruraux  desservant ses fermes et hameaux et les bourgs environnants.

#### Transports en commun routiers
En 2016, Saint-Ay est desservie par la ligne régulière n° 9 du réseau d'autocars interurbains Ulys qui relie Beaugency - Meung-sur-Loire - Saint Ay - Chaingy - Orléans. Des correspondances SNCF sont assurées à la gare d'Orléans et TAO et Transbeauce à la Gare routière d'Orléans. À partir du 1er janvier 2017, la compétence des services de transports routiers interurbains, réguliers et à la demande est transférée des départements aux régions, et donc localement du département du Loiret à la région Centre-Val de Loire, consécutivement à la loi NOTRe du 7 août 2015. Le réseau de bus Rémi remplace donc tous les réseaux départementaux en région Centre-Val de Loire.

#### Infrastructures ferroviaires
La commune est traversée par la ligne de Paris-Austerlitz à Bordeaux-Saint-Jean, l'une des grandes lignes de chemin de fer radiales françaises partant de Paris en direction du sud-ouest du pays. La gare de Saint-Ay est desservie par des trains TER Centre-Val de Loire circulant entre Blois ou Tours et Orléans.

### Risques majeurs

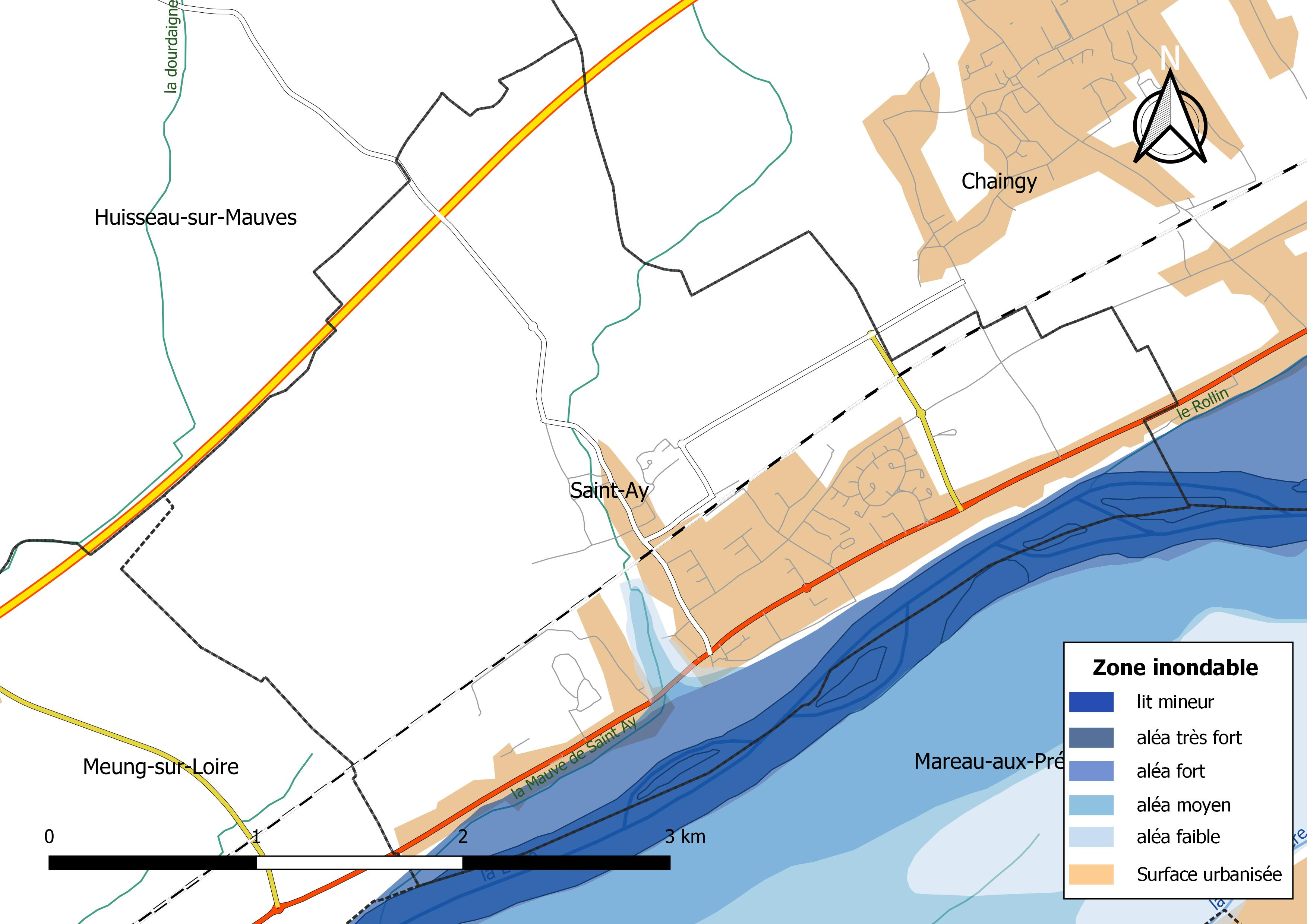
Zone inondable de la commune de Saint-Ay.

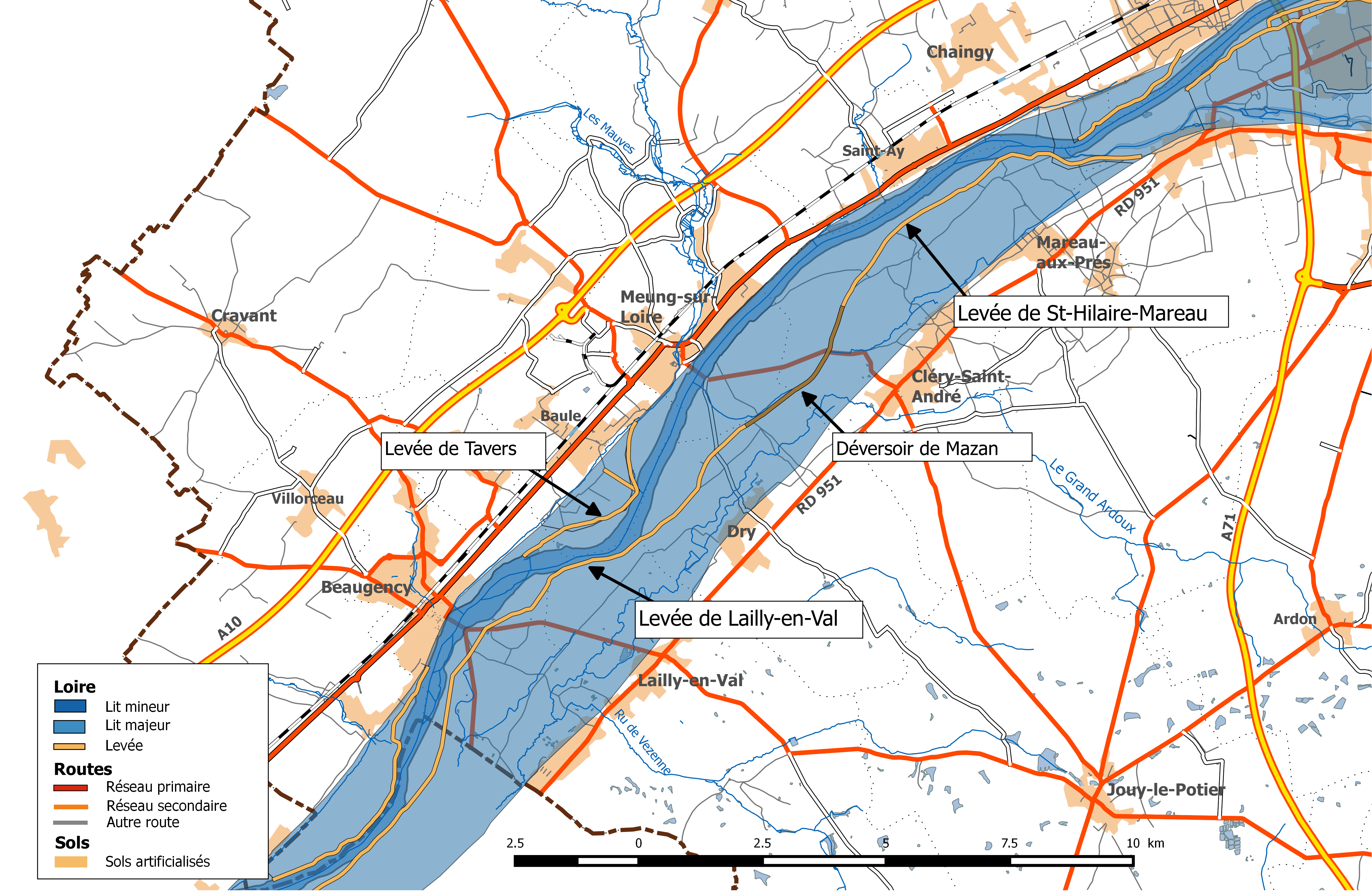
Système d'endiguement du val d'Ardoux.

La commune de Saint-Ay est vulnérable à différents aléas naturels : inondations (par débordement de la Loire), climatiques (hiver exceptionnel ou canicule), mouvements de terrains ou sismique (sismicité très faible). Elle est également exposée à deux risques technologiques : le risque nucléaire et le risque de transport de matières dangereuses.
Entre 1989 et 2019, cinq arrêtés ministériels ayant porté reconnaissance de catastrophe naturelle ont été pris pour le territoire de la commune : trois  pour des inondations et coulées de boues et deux pour des mouvements de terrains.

#### Risques naturels
La zone inondable de la commune fait partie du val d'Ardoux. La commune de Saint-Ay est presque entièrement hors d'eau, seule une étroite bande entre bord de Loire et ruisseau de la Mauve est classée en zone inondable de même que la vallée de la Mauve qui peut être envahie par une remontée des eaux de la Loire. Le bourg de Saint-Ay s’étend le long du coteau et remonte le long des rives de la Mauve de Saint-Ay. Les quelques biens situés en zone inondable sont en zone d’aléa très fort : un camping, une station d’épuration, des courts de tennis et quelques maisons et une résidence secondaire. Le risque d'inondation est pris en compte dans l'aménagement du territoire de la commune par le biais du plan de prévention du risque inondation (PPRI) du val d'Ardoux, approuvé le 20 janvier 2015.
Le territoire de la commune peut également être concerné par un risque d'effondrement de cavités souterraines non connues. Une cartographie départementale de l'inventaire des cavités souterraines et des désordres de surface a été réalisée. Il a été recensé sur la commune plusieurs effondrements de cavités.
Par ailleurs, le sol du territoire communal peut faire l'objet de mouvements de terrain liés à la sécheresse. Le phénomène de retrait-gonflement des argiles est la conséquence d'un changement d'humidité des sols argileux. Les argiles sont capables de fixer l'eau disponible mais aussi de la perdre en se rétractant en cas de sécheresse. Ce phénomène peut provoquer des dégâts très importants sur les constructions (fissures, déformations des ouvertures) pouvant rendre inhabitables certains locaux. Celui-ci a particulièrement affecté le Loiret après la canicule de l'été 2003. Une grande partie du territoire de la commune est exposée à un aléa « moyen » face à ce risque, selon l'échelle définie par le Bureau de recherches géologiques et minières (BRGM).
Depuis le 22 octobre 2010, la France dispose d’un nouveau zonage sismique divisant le territoire national en cinq zones de sismicité croissante. La commune, à l’instar de l’ensemble du département, est concernée par un risque très faible.

#### Risques technologiques
Dans le domaine des risques technologiques, une partie du territoire de la commune peut être concernée par le risque nucléaire. En cas d’accident grave, certaines installations nucléaires sont en effet susceptibles de rejeter dans l’atmosphère de l’iode radioactif. Or la commune se situe partiellement à l'intérieur du périmètre de 20 km du Plan particulier d'intervention de la centrale nucléaire de Saint-Laurent-des-Eaux. À ce titre les habitants de la commune, comme tous ceux résidant dans le périmètre proche de 20 km de la centrale ont bénéficié, à titre préventif, d'une distribution de comprimés d’iode stable dont l’ingestion avant rejet radioactif permet de pallier les effets sur la thyroïde d’une exposition à de l’iode radioactif. En cas d'incident ou d'accident nucléaire, des consignes de confinement ou d'évacuation peuvent être données et les habitants peuvent être amenés à ingérer, sur ordre du préfet, les comprimés en leur possession.
La commune est exposée au risque de transport de matières dangereuses, en raison du passage sur son territoire d'un gazoduc et d'un oléoduc exploité par la société Trapil, d'une ligne de transport ferroviaire et d'itinéraires routiers structurants supportant un fort trafic (l'autoroute A10 et la route départementale D 2152),.

## Politique et administration

### Découpage territorial

#### Bloc communal: Commune et intercommunalités
La paroisse et bourg de Saint-Ay acquiert le statut de municipalité avec le  décret du 12 novembre 1789 de l'Assemblée Nationale puis celui de « commune », au sens de l'administration territoriale actuelle, par le décret de la Convention nationale du 10 brumaire an II (31 octobre 1793). Il faut toutefois attendre la loi du 5 avril 1884 sur l'organisation municipale pour qu'un régime juridique uniforme soit défini pour toutes les communes de France, point de départ de l’affirmation progressive des communes face au pouvoir central.
Aucun événement de restructuration majeure du territoire, de type suppression, cession ou réception de territoire, n'a affecté la commune depuis sa création.
La commune de Saint-Ay n'appartient à aucune intercommunalité à fiscalité propre jusqu'en 2011 et fait partie, à cette date, des 68 communes du Loiret dites « isolées ». La commune adhère à la communauté de communes du Val des Mauves lors de la création de cette intercommunalité le 7 décembre 2011. La commune appartient à d'autres établissements publics de coopération intercommunale, de type syndicats ou autres regroupements intercommunaux. Le découpage territorial de ces structures est en constante évolution dans une perspective de rationalisation et d'efficience des services. Depuis le 1er janvier 2017, la commune est membre de la communauté de communes des Terres du Val de Loire.

#### Circonscriptions de rattachement
Sous l'Ancien Régime, à la veille des États généraux de 1789, la paroisse de Saint-Ay était rattachée sur le plan ecclésiastique au diocèse d'Orléans, sur le plan judiciaire au bailliage d'Orléans , sur le plan militaire au gouvernement d'Orléans et sur le plan administratif à la généralité d'Orléans.
La loi du 22 décembre 1789 divise le pays en 83 départements découpés chacun en six à neuf districts eux-mêmes découpés en cantons regroupant des communes. Les districts, tout comme les départements, sont le siège d’une administration d’État et constituent à ce titre des circonscriptions administratives. La commune de Saint-Ay est alors incluse dans le canton de Huisseau, le district de Beaugency et le département du Loiret.
La recherche d’un équilibre entre la volonté d’organiser une administration dont les cadres permettent l’exécution et le contrôle des lois d’une part, et la volonté d’accorder une certaine autonomie aux collectivités de base (paroisses, bourgs, villes) d’autre part, s’étale de 1789 à 1838. Les découpages territoriaux évoluent ensuite au gré des réformes visant à décentraliser ou recentraliser l'action de l'État. La régionalisation fonctionnelle des services de l'État (1945-1971) aboutit à la création de régions. L'acte I de la décentralisation de 1982-1983 constitue une étape importante en donnant l'autonomie aux collectivités territoriales, régions, départements et communes. L'acte II intervient en 2003-2006, puis l'acte III en 2012-2015. Parallèlement l'État se réforme périodiquement. La réforme de l’administration territoriale de l’État (RéATE), entrée en vigueur au 1er janvier 2010 et issue de la révision générale des politiques publiques (RGPP) est une des grandes réformes visant à simplifier l'organisation de l’État.
Le tableau suivant présente les rattachements, au niveau infra-départemental, de la commune de Saint-Ay aux différentes circonscriptions administratives et électorales ainsi que l'historique de l'évolution de leurs territoires.
| Circonscription             | Nom                | Dernière période | Type de circonscription      | Évolution du découpage territorial |
| --------------------------- | ------------------ | ---------------- | ---------------------------- | --- |
| District                    | Beaugency          | 1790-1795        | Administrative               | La commune est rattachée au district de Beaugency de 1790 à 1795,. La Constitution du 5 fructidor an III, appliquée à partir de vendémiaire an IV (1795) supprime les districts, rouages administratifs liés à la Terreur, mais maintient les cantons qui acquièrent dès lors plus d'importance. |
| Canton                      | Huisseau           | 1790-1801        | Administrative et électorale | En 1790, lors de la création des cantons, districts et départements, la commune de Saint-Ay est rattachée au canton de Huisseau. Les cantons sont supprimés, en tant que découpage administratif, par une loi du 26 juin 1793, et ne conservent qu'un rôle électoral. Ils permettent l’élection des électeurs du second degré chargés de désigner les députés. Ils acquièrent une fonction administrative avec la disparition des districts en 1795. |
| Canton                      | Méun               | 1801-2015        | Administrative et électorale | Sous le Consulat, un redécoupage territorial visant à réduire le nombre de justices de paix ramène le nombre de cantons dans le Loiret de 59 à 31. Saint-Ay est alors rattachée au canton de Méun par arrêté du 9 vendémiaire an X (30 septembre 1801),. |
| Canton                      | Meung-sur-Loire    | 2015-            | Électorale                   | La loi du 17 mai 2013 et ses décrets d'application publiés en février et mars 2014 introduisent un nouveau découpage territorial pour les élections départementales. La commune est alors rattachée au canton de Meung-sur-Loire. Depuis cette réforme, plus aucun service de l'État n'exerce sa compétence sur un territoire s'appuyant sur le nouveau découpage cantonal. Le canton a disparu en tant que circonscription administrative de l'État ; il est désormais uniquement une circonscription électorale dédiée à l'élection d'un binôme de conseillers départementaux siégeant au conseil départemental. |
| Arrondissement              | Orléans            | 1801-            | Administrative               | Saint-Ay est rattachée à l'arrondissement d'Orléans depuis sa création en 1801,. |
| Circonscription législative | 2e circonscription | 2010-            | Électorale                   | Lors du découpage législatif de 1986, le nombre de circonscriptions législatives passe dans le Loiret de 4 à 5. Un nouveau redécoupage intervient en 2010 avec la loi du 23 février 2010. En attribuant un siège de député « par tranche » de 125 000 habitants, le nombre de circonscriptions par département varie désormais de 1 à 21,. Dans le Loiret, le nombre de circonscriptions passe de cinq à six. La réforme n'affecte pas Saint-Ay qui reste rattachée à la deuxième circonscription. |

#### Collectivités de rattachement
La commune de Saint-Ay est rattachée au département du Loiret et à la région Centre-Val de Loire, à la fois circonscriptions administratives de l'État et collectivités territoriales.

### Politique et administration municipales

#### Conseil municipal et maire
Depuis les élections municipales de 2014, le conseil municipal de Saint-Ay, commune de plus de 1 000 habitants, est élu au scrutin proportionnel de liste à deux tours (sans aucune modification possible de la liste), pour un mandat de six ans renouvelable. Il est composé de 23 membres. L'exécutif communal est constitué par le maire, élu par le conseil municipal, parmi ses membres, pour un mandat de six ans, c'est-à-dire pour la durée du mandat du conseil.
| Période                                  | Période                   | Identité             | Étiquette                     | Qualité |
| ---------------------------------------- | ------------------------- | -------------------- | ----------------------------- | --- |
| Les données manquantes sont à compléter. |                           |                      |                               | |
| mai 1908                                 | mai 1911                  | Maurice Gabriel      |                               | Instituteur |
| ca. 1918                                 |                           | Émile Danoux         |                               | Médecin |
| ca. 1921                                 |                           | Léon Bouthier        |                               | |
| Les données manquantes sont à compléter. |                           |                      |                               | |
| ca. 1953                                 |                           | André Chabassol      |                               | |
| 1968                                     | 1971                      | Jean Bouguereau      |                               | |
| Les données manquantes sont à compléter. |                           |                      |                               | |
| 1980                                     | En cours (au 17 mai 2023) | Frédéric Cuillerier, | DVD puis UDF puis NC puis DVD | Chef d'entreprise Président du Pays Loire Beauce (2001 → ) Président de l'Association des maires du Loiret (2014 → 2020) Réélu pour le mandat 2020-2026 |

### Environnement

#### Gestion des déchets
Au 31 décembre 2016, la commune est membre du syndicat mixte intercommunal pour le ramassage et le traitement des ordures ménagères (SMIRTOM) de la région de Beaugency, créé en 1971. Celui-ci assure la collecte et le traitement des ordures ménagères résiduelles en porte à porte, des emballages ménagers recyclables en porte à porte ou en points d’apport volontaire, du verre en points d’apport volontaire et des papiers en points d’apport volontaire
. Un réseau de sept déchetteries, dont une est située sur le territoire communal, accueille les encombrants et autres déchets spécifiques (déchets verts, déchets dangereux, gravats, ferraille, cartons…). L'élimination et la valorisation énergétique des déchets est effectuée dans l'UIOM de Saran depuis 1996, exploitée par la société Orvade, filiale du groupe Véolia, par délégation de service de la communauté urbaine Orléans-Métropole.
Depuis le 1er janvier 2017, la « gestion des déchets ménagers » ne fait plus partie des compétences de la commune mais est une compétence obligatoire de la communauté de communes des Terres du Val de Loire, en application de la loi NOTRe du 7 août 2015. Dans ce nouveau cadre, le préfet du Loiret indique dans un courrier du 28 décembre 2016 aux présidents des communautés de communes concernées que le SMIRTOM de la région de Beaugency sera dissout le 30 juin 2017.

#### Production et distribution d'eau
Le service public d’eau potable est une compétence obligatoire des communes depuis l’adoption de la loi du 30 décembre 2006 sur l’eau et les milieux aquatiques. Au 31 décembre 2016, la production et la distribution de l'eau potable sur le territoire communal sont assurées par la commune elle-même.
La loi NOTRe du 7 août 2015 prévoit que le transfert des compétences « eau et assainissement » vers les communautés de communes sera obligatoire à compter du 1er janvier 2020. Le transfert d’une compétence entraîne  de  facto la mise à disposition gratuite de plein droit des biens, équipements et services publics utilisés, à la date du transfert, pour l'exercice de ces compétences et la substitution de la communauté dans les droits et obligations des communes,.

#### Assainissement
La compétence assainissement, qui recouvre obligatoirement la collecte, le transport et l’épuration des eaux usées, l’élimination des boues produites, ainsi que le contrôle des raccordements aux réseaux publics de collecte, est assurée  par la commune elle-même.
La commune est raccordée à une station d'épuration située sur le territoire communal, mise en service le 1er janvier 1974 et dont la capacité nominale de traitement est de  3 500 EH, soit 760 m3/jour. Cet équipement utilise un procédé d'épuration biologique dit « à boues activées ». Son exploitation est assurée en 2017 par VEOLIA EAU - OLIVET,.
L’assainissement non collectif (ANC) désigne les installations individuelles de traitement des eaux domestiques qui ne sont pas desservies par un réseau public de collecte des eaux usées et qui doivent en conséquence traiter elles-mêmes leurs eaux usées avant de les rejeter dans le milieu naturel. Depuis le 1er janvier 2017, la Communauté de communes des Terres du Val de Loire assure le service public d'assainissement non collectif (SPANC), après la fusion des communautés de communes  du Val des Mauves, du canton de Beaugency, du Val d'Ardoux et de la Beauce oratorienne située dans le Loir-et-Cher qui l'assuraient auparavant. Celui-ci a pour mission de vérifier la bonne exécution des travaux de réalisation et de réhabilitation, ainsi que le bon fonctionnement et l’entretien des installations.

## Population et société

### Démographie
L'évolution du nombre d'habitants est connue à travers les recensements de la population effectués dans la commune depuis 1793. Pour les communes de moins de 10 000 habitants, une enquête de recensement portant sur toute la population est réalisée tous les cinq ans, les populations de référence des années intermédiaires étant quant à elles estimées par interpolation ou extrapolation. Pour la commune, le premier recensement exhaustif entrant dans le cadre du nouveau dispositif a été réalisé en 2004.
En 2022, la commune comptait 3 691 habitants, en évolution de +8,56 % par rapport à 2016 (Loiret : +1,89 %, France hors Mayotte : +2,11 %).
| 1793 | 1800  | 1806 | 1821  | 1831  | 1836  | 1841  | 1846  | 1851  |
| ---- | ----- | ---- | ----- | ----- | ----- | ----- | ----- | ----- |
| 865  | 1 045 | 996  | 1 057 | 1 122 | 1 069 | 1 120 | 1 227 | 1 199 |

| 1856  | 1861  | 1866  | 1872  | 1876  | 1881  | 1886  | 1891  | 1896  |
| ----- | ----- | ----- | ----- | ----- | ----- | ----- | ----- | ----- |
| 1 147 | 1 125 | 1 137 | 1 083 | 1 085 | 1 031 | 1 076 | 1 031 | 1 020 |

| 1901 | 1906 | 1911 | 1921 | 1926 | 1931 | 1936 | 1946 | 1954 |
| ---- | ---- | ---- | ---- | ---- | ---- | ---- | ---- | ---- |
| 992  | 922  | 907  | 806  | 784  | 756  | 786  | 787  | 897  |

| 1962  | 1968  | 1975  | 1982  | 1990  | 1999  | 2004  | 2006  | 2009  |
| ----- | ----- | ----- | ----- | ----- | ----- | ----- | ----- | ----- |
| 1 061 | 1 138 | 1 463 | 3 008 | 2 978 | 2 966 | 3 016 | 2 986 | 3 097 |

| 2014  | 2019  | 2022  | - | - | - | - | - | - |
| ----- | ----- | ----- | - | - | - | - | - | - |
| 3 271 | 3 561 | 3 691 | - | - | - | - | - | - |

## Patrimoine

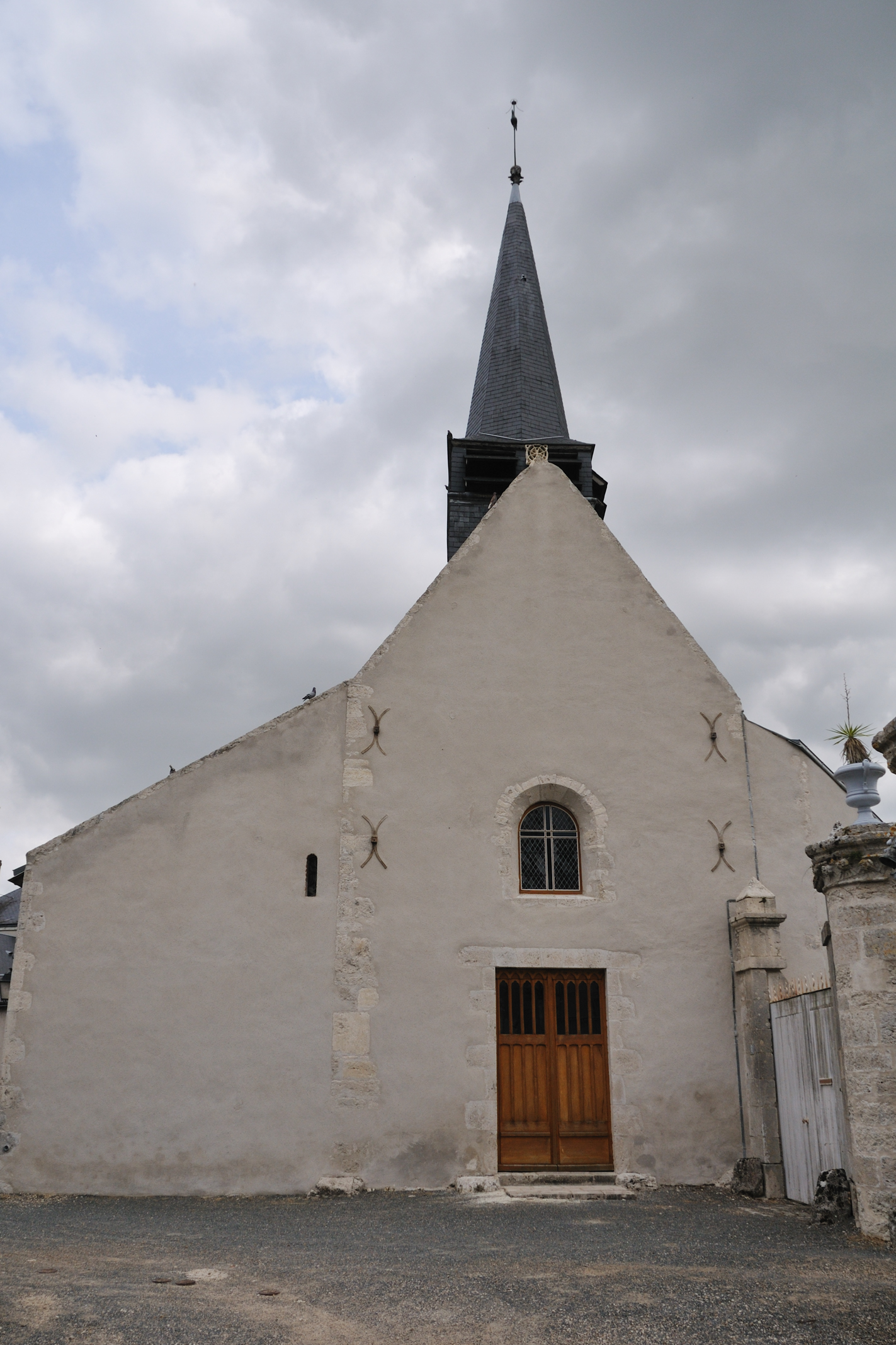
L'église Saint-Ay.

- Le château de Voisins est en fait le seul vestige de l'abbaye du même nom, détruite au XIXe siècle. L'abbaye elle-même (abbaye féminine de l'Ordre de Citeaux), établie en 1212, avait cessé toute activité en 1778.
- L’église de Saint-Ay date du XIIe siècle et contient les reliques de Saint Ay. Les vitraux évoquent la vie du Saint. La nef centrale contient un sanctuaire mérovingien. Deux toiles, copies d'œuvres de Murillo (La Sainte Famille et l'Immaculée Conception) « offertes par l'empereur » en 1855 (d'après une inscription sur l'un des cadres), encadrent un orgue de tribune de six jeux datant du XIXe siècle (d'après la manufacture responsable de son entretien), disposant d'un clavier de 54 notes et d'un pédalier en tirasse permanente de 30 notes. L'église contient aussi les copies d'une toile de Jusepe de Ribera et d'une autre de François-Léon Bénouville.
- L’herboretum est un jardin privé de neuf hectares dans le parc du château de Voisins, consacré à la sauvegarde d'espèces végétales[126].
- La gare de Saint-Ay.

### Sites et paysages remarquables
Le 30 novembre 2000, le Val de Loire, région naturelle située au niveau du cours moyen de la Loire de Sully-sur-Loire (Loiret) à Chalonnes-sur-Loire (Maine-et-Loire), est inscrit sur la Liste du patrimoine mondial de l'organisation des Nations unies pour l'éducation, la science et la culture (UNESCO) comme « paysage culturel ». Cette inscription reconnaît au site une « valeur universelle exceptionnelle (V.U.E.) » fondée sur la densité de son patrimoine monumental, architectural et urbain, l'intérêt du paysage fluvial et la qualité exceptionnelle d’expressions paysagères héritées de la Renaissance et du Siècle des Lumières. Toute altération de la V.U.E. est considérée comme une perte pour la mémoire de l’Humanité.
Le préfet de la région Centre, préfet coordonnateur, approuve le plan de gestion pour le Val de Loire patrimoine mondial par arrêté en date du 15 novembre 2012.
Trente-cinq communes du Loiret sont concernées,
dont Saint-Ay où une frange de son territoire est inscrite et dont le reste du territoire est en zone tampon.

## Personnalités liées à la commune
- François Rabelais (v.1490-1553), médecin et écrivain humaniste français, fit de fréquents séjours au château de Saint-Ay[36] ;
- Camille Lefèvre (1853-1933), sculpteur français, possédait une résidence secondaire à Saint-Ay ; il est l'auteur du Monument aux morts de cette ville ;
- Nathan Degrange Roncier (1991-), organiste et cornettiste, concertiste,  professeur au Conservatoire du 9e arrondissement de Paris, s'est exercé longuement sur l'orgue de l'église de Saint-Ay lorsqu'il débutait l'apprentissage de la musique.
- Beppo de Casa Massimi (1875-1961), industriel de l'aéronautique italien puis français, a vécu et est mort au château de Voisins[128] ;
- Robert Sénéchal (1892-1985), industriel, pilote de course automobile et aviateur français, possédait un commerce à Saint-Ay.

## Gastronomie
- Le cotignac d'Orléans, gelée de coing, y est fabriqué ;
- Le Saint Ay quinquina est une boisson à base de vin, d'oranges amères et de quinquina.

## Cadre de vie et loisirs
La commune possède le label Ville fleurie (une fleur) attribué au concours des villes et villages fleuris de France.
L'école de la commune est l'une des neuf écoles associatives regroupées au Conservatoire de musique à rayonnement départemental d'Orléans.
Elle est située sur le sentier de grande randonnée GR 3, qui suit la Loire intégralement du mont Gerbier de Jonc à La Baule, sur une distance de 1 243 km.
La commune est dotée d'un camping municipal. On y trouve aussi un gîte rural, un gîte de France, quatre lieux offrant des chambres d'hôtes, trois restaurants et deux locations de salles.

## Monographie
Le baron René de Witte, petit fils de l'archéologue Jean de Witte, publia en 1911 ses recherches dans une monographie dressant l'histoire du village et des familles ayant fait l'histoire de Saint-Ay.